# Åke Goldkuhl
Åke Engelbert Goldkuhl, född 17 september 1867 i Hjo stadsförsamling i dåvarande Skaraborgs län, död 20 november 1970 i Bromma församling i Stockholm, var en svensk ingenjör.
Åke Goldkuhl var son till rådmannen och stadskassören Gustaf Albrekt Goldkuhl och Maria Dorothea Wilhelmina Mörtstedt. Han var brorson till läkaren August Goldkuhl. Familjen tillhörde släkten Goldkuhl med rötter i Tyskland.
Efter mogenhetsexamen i Växjö 1886 var han ordinarie elev vid Kungliga Tekniska Högskolan 1887–1890 med avgångsexamen som civilingenjör från klassen M3. Han praktiserade vid olika mekaniska verkstäder 1890–1891, var extra ritare vid Statens Järnvägar i Malmö 1891, i Stockholm 1891–1892 och i Luleå 1892–1895. Han blev tillförordnad verkmästare där 1894 och ordinarie ritare 1895.
Han var chef för konstruktions- och byggnadsritkontor samt mekanisk verkstad vid AB Gellivare Malmfält 1895–1907 och vid Luossavaara-Kiirunavaara AB (LKAB) 1907–1930. Vidare var han chef för Gellivare husmodersskola 1921–1930.
Goldkuhl hade Patriotiska Sällskapets guldmedalj. 1888 blev han ledamot av Svenska Teknologföreningen.
Åke Goldkuhl gifte sig 1895 med Stanny Lindegren. De fick sex barn tillsammans. Makarna är begravda i familjegrav på Norra begravningsplatsen utanför Stockholm.